# Буира (област)
Буира (на арабски: ولاية البويرة) е област на Алжир. Населението ѝ е 695 583 жители (по данни от април 2008 г.), а площта 4439 кв. км. Намира се в часова зона UTC+01. Телефонният ѝ код е +213 (0) 26. Административен център е град Буира.